# Peter Cousins
Pour les articles homonymes, voir Cousins (homonymie).
Peter Cousins, né le 3 mars 1981, est un judoka britannique évoluant dans la catégorie des plus de 100 kg (poids mi-lourds) depuis 2007. Le judoka se met en évidence dans les catégories juniors en gagnant notamment un titre européen en 2000 à Nicosie (son frère Thomas, également judoka, remporte un titre lors des mêmes championnats). Il obtient sa première médaille dans un grand championnat en 2006 ; lors de l'Euro 2006, il décroche la médaille d'argent en moins de 100 kg, nouvelle catégorie de poids pour lui puisqu'il évoluait jusqu'ici en moins de 90 kg. En 2007, il monte sur son premier podium mondial à Rio de Janeiro en obtenant la médaille d'argent seulement battu en finale par le Brésilien Luciano Corrêa.

## Palmarès

### Championnats du monde
- Championnats du monde 2007 à Rio de Janeiro (Brésil) :
  -  Médaille d’argent dans la catégorie des plus de 100 kg (poids mi-lourds).

### Championnats d’Europe
| Catégorie / Année         | 2006 |
| ------------------------- | ---- |
| -100 kg (poids mi-lourds) | 3e   |

## Divers
- Juniors : 
  -  Médaille d’or lors de l’Euro juniors 2000 à Nicosie (Chypre).
  -  Médaille d’argent lors du Mondial juniors 2000 à Nabeul (Tunisie).
  -  Médaille de bronze lors de l’Euro juniors 1999 à Rome (Italie).